# Deutsche Vereinigung für Politische Bildung
Die Deutsche Vereinigung für Politische Bildung (DVPB) ist ein Fachverband für Politiklehrer, Fachdidaktiker und weitere inner- und außerschulische Akteure, der sich für Politische Bildung starkmacht. Der 1965 gegründete überparteiliche und konfessionell ungebundene gemeinnützige Verein ist in Landesverbände gegliedert.

## Geschichte
Die Gründung der DVPB am 5. März 1965 in Frankfurt am Main war eine Antwort auf die zunehmende Professionalisierung von politischer Bildung gegen Ende der 1950er-Jahre. Die Institutionalisierung der Disziplin war zuvor auch wesentlich durch die Schändung der Synagoge in Köln 1959 angestoßen worden. Ein maßgeblicher Initiator der Gründung war Friedrich Minssen, der auch zum geschäftsführenden Vorstandsvorsitzenden gewählt wurde. Nach dem Gründungskongress im Oktober des gleichen Jahres, erster Vorsitzender wurde Adalbert Brunner, wurden innerhalb der Vereinigung Arbeitsziele formuliert, die die Vernetzung von Akteuren der Politischen Bildung und die Stärkung der politischen Bildung an Schulen beinhalteten. Noch 1965 mahnte die frisch gegründete DVPB in einem öffentlichen Aufruf auch im Zusammenhang mit den Wahlerfolgen der NPD:  „Nicht die politische Bildung, sondern die Politik selbst ist immer noch – im guten wie im bösen – die wirksamste Lehrmeisterin politischen Verhaltens.“ Die DVPB war anfangs vor allem ein reiner Lehrerverband, wie die bei der Gründung als Untertitel gewählte Untertitel „Arbeitskreis der Lehrer für Sozialkunde und Gemeinschaftskunde“ verdeutlichte, im Laufe der Zeit wurden aber auch z. B. außerschulische politische Bildner Mitglieder. Neben der Veranstaltung von Tagungen und Seminaren in Zusammenarbeit mit der Bundeszentrale für politische Bildung und den Landeszentralen trat die DVPB auch als Veranstalterin der Bundeskongresse für politische Bildung in Erscheinung, die den konstruktiven Dialog und die Sichtbarkeit der politischen Bildung fördern sollten. Der erste dieser Kongresse fand im Februar 1982 in Gießen statt. 2018 hatte der Verband ungefähr 3000 Mitglieder. Der Verband gibt bundesweit die Zeitschrift POLIS im Wochenschau-Verlag heraus, der Landesverband NRW zudem die Zeitschrift Politisches Lernen und der Landesverband Niedersachsen die Zeitschrift Politik Unterrichten.
1999 gründete sich eine Gesellschaft für Politikdidaktik und politische Jugend- und Erwachsenenbildung, die nur Hochschulangehörige und Forscher aufnimmt.

## Ziele
Die Vereinigung setzt sich für eine Stärkung der politischen Bildung ein, die sie als notwendig für die Teilhabe an und den Erhalt der Demokratie sieht. Sie setzt sich deshalb für ein eigenes Unterrichtsfach für politische Bildung ein. Diese Position machte die DVPB auch in Fällen stark, in denen das Fach Wirtschaft als eigenes Fach eingeführt wurde, was als Gefahr für den Anteil politischer Bildung an den Stundenkontingenten der Schulen wahrgenommen wurde.
Die DVPB kritisiert, dass im Fach Wirtschaft in vielen Fällen gesellschaftliche Zusammenhänge verkürzt und stark normativ dargestellt würden.
Ein besonderes Anliegen der DVPB ist es, zu verdeutlichen, dass für die politische Bildung keine allgemeines Neutralitätsgebot gilt.